# Al-Hilal (bóng rổ)
Al-Hilal là một câu lạc bộ bóng rổ chuyên nghiệp có trụ sở ở thành phố Riyadh thuộc tỉnh Riyadh, Ả Rập Xê Út thi đấu ở Giải ngoại hạng Ả Rập Xê Út.

## Thành tích
- Vô địch Giải ngoại hạng Ả Rập Xê Út: 1990, 1992, 1993, 1994[1]
- Vô địch Alnokhbah Championship: 1994, 1995, 1997, 1999, 2008[2]

## Vận động viên đáng chú ý
- Ahmed Samater